# Polypogon tenellus
Polypogon tenellus är en gräsart som beskrevs av Robert Brown. Polypogon tenellus ingår i släktet skäggrässläktet, och familjen gräs. Inga underarter finns listade i Catalogue of Life.